# Parc Nacional de Tablas de Daimiel
El Parc Nacional de Tablas de Daimiel és un parc nacional espanyol que protegeix la zona humida homònima, les Tablas de Daimiel. El parc nacional és repartit administrativament entre els municipis de Daimiel i Villarrubia de los Ojos, a la Província De Ciudad Real, en la comunitat autònoma de Castella - la Manxa. És a més ZEPA i parteix de la Reserva de la biosfera La Mancha Húmeda. Tanmateix, la supervivència de la zona humida perilla a causa de la sobreexplotació dels aqüífers que provoca que sense aportament artificial d'aigua, la reserva sofreixi dures sequeres.
A causa d'aquesta degradació, el 22 d'octubre de 2009 la Comissió Europea obrí un expedient a l'Estat Espanyol, mentre que la UNESCO ja havia expressat anteriorment la possibilitat de retirar la figura de Reserva de la biosfera.

## Història i característiques
Ja en 1325 L'infant Don Joan Manuel de Castella en seu “Libro de la caza” posa de manifest les qualitats de les vores del riu Cigüela per a la falconeria. Anys més tard, el 1575, Felipe II manà redactar la relació en la qual s'ordena literalment que "es guardés molt bé". Les Tablas de Daimiel, així com altres zones embassades dels voltants, tenen una llarga tradició com a espai de cacera d'aus aquàtiques: en particular, el General Prim el 1870 i el rei Alfonso XII el 1875 van caçar en aquests paratges.

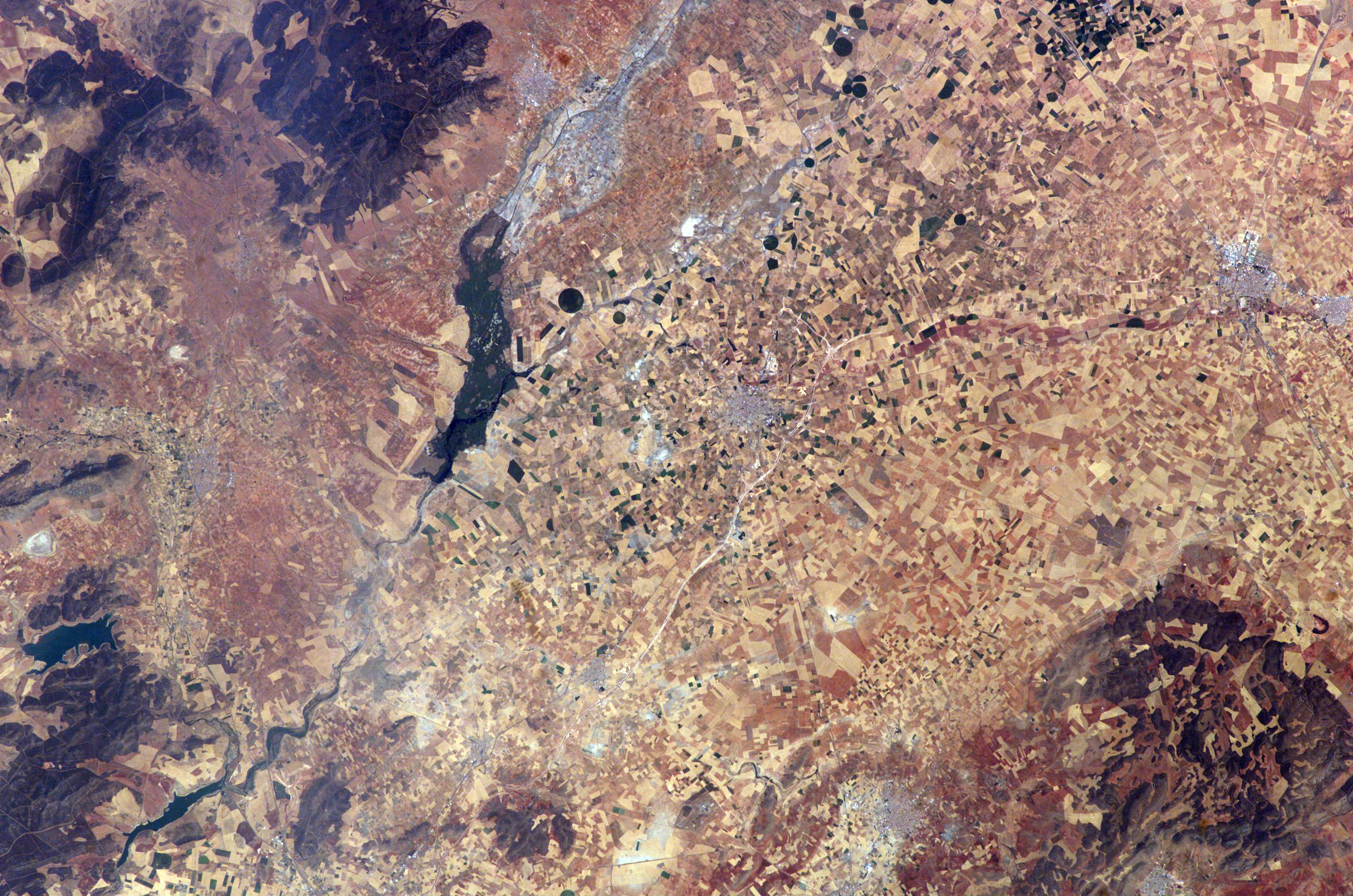
Vista per satèl·lit de las Tablas i el seu entorn.

En 1956 es promulga la "Llei de Dessecació de Marges del Gigüela, Záncara i Guadiana", una llei que es manté en vigor fins i tot 1973, data en la qual es declaren Parc Nacional les Tablas de Daimiel. Durant tots aquells anys, es construeixen canals i dessequen hectàrees de zones humides. Tanmateix, la dessecació d'aquestes zones humides en els marges d'aquests rius va tenir una nefasta conseqüència per a tota la zona: l'amenaça de la dessecació definitiva planejava sobre llocs tan característics aigües avall com els Ulls del Guadiana o les mateixes Tablas.
És a partir de la dècada de 1960 quan comencen els mals temps per a les Tablas. D'una banda s'acceleren les obres de canalització dels rius manxecs dessecant la zona i, d'altra banda ja a començaments dels 70, la generalització de regadius merma progressivament els recursos hídrics del subsòl.
L'especial riquesa ecològica de les Tablas de Daimiel ve, segons l'opinió del conservador del parc Jesús Casas, del fet que els dos rius que confluïen en el mateix tenien diferent salinitat. Mentre que l'aigua de l'aqüífer 23, o, cosa que és el mateix, la del Guadiana, és completament dolça, la del Cigüela és salina, la qual cosa creava un paradís per a diferents tipus de fauna i flora.

### El Guadiana
En pocs anys el riu Guadiana quedà definitivament sec produint-se un desastre ecològic i geològic de greus conseqüències. La torba, que havia estat submergida sota l'aigua, comença a cremar, bé de forma espontània o induïda per incendis en terres limítrofes. La torba cremava sense flama, internament, amb profusió de vapors que sortien a través de les esquerdes del terreny.

### El Gigüela (també anomenat Cigüela)
El Gigüela, aigües amunt de Las Tablas, inclòs tot el tram comprès en el terme de Villarrubia, també va ser canalitzat, amb una profunditat d'uns 2 o 3 metres sobre la cota 0,0, talant i arrencant l'arbreda que s'havia creat en els seus "civancas", transformant així el paisatge, quedant desolades les riberes en baixar apreciablement els nivells hídrics, pel qual gradualment va quedar devastada tant la seva fauna com la seva flora.
A més, les aigües del Gigüela van desaparèixer a causa de la creació de llacunes artificials dalt del seu curs. Són espais dedicats a la cacera que atreuen les aus migratòries. Els propietaris de les esmentades llacunes han utilitzat tots els mètodes possibles per sostreure l'aigua, com petits forats laterals tapats per canyís que han anat drenant el cabal del riu.

### Divulgació i protecció

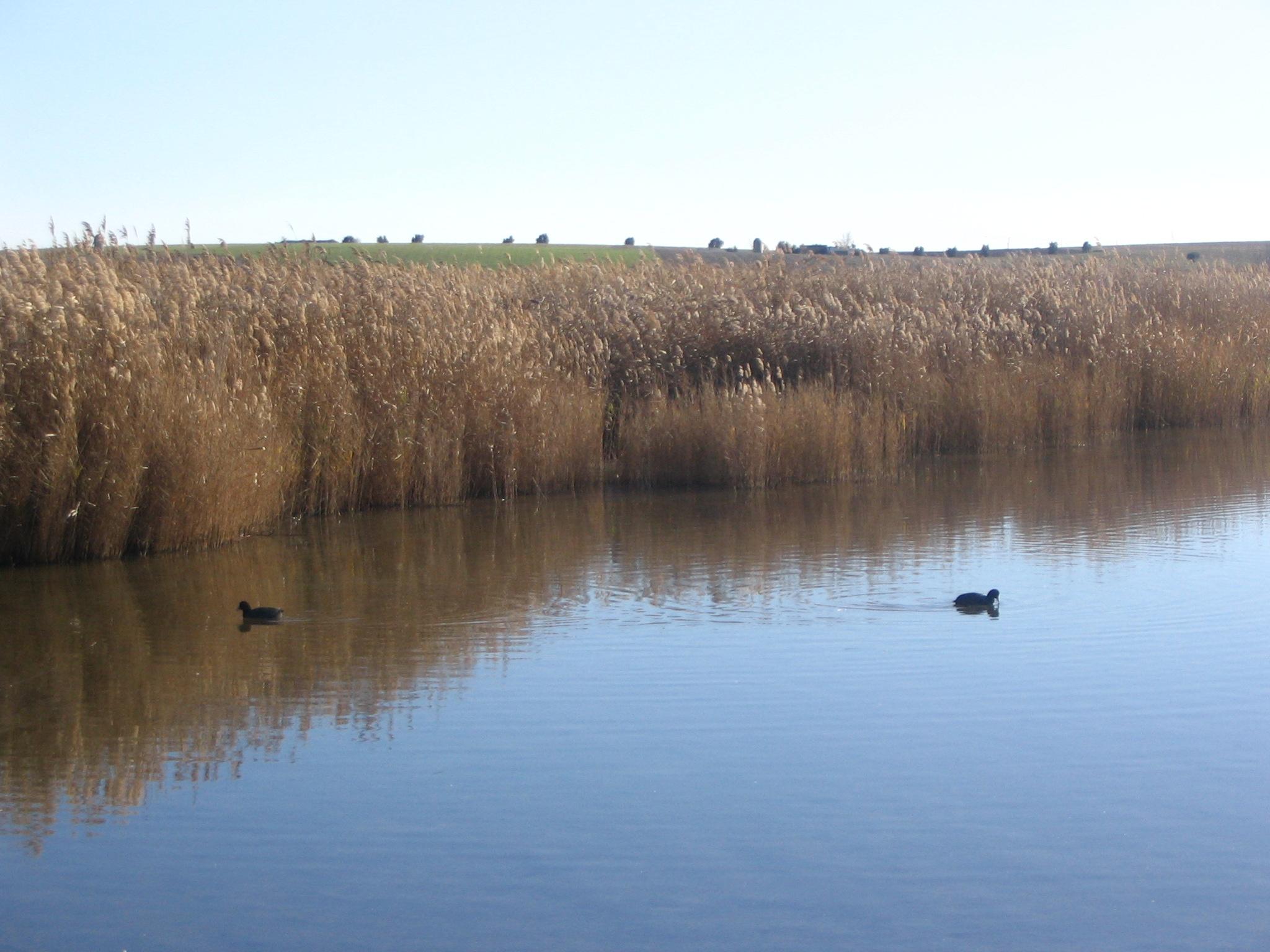
Tablas de Daimiel.

Paral·lelament a aquests treballs, Las Tablas van ser visitades per il·lustres científics com Félix Rodríguez de la Fuente que, com a paratge de singular característica, va despertar en ells un creixent interès posant de manifest les seves riqueses faunístiques i botàniques, amb les seves publicacions científiques, fent que l'atenció mundial se centrés en aquest punt de la Manxa. Així, va obtenir una qualificació preferent en l'anomenat “Proyecto MAR” de la Unió Internacional per a la Conservació de la Natura (UICN), pla destinat a la custòdia i rescat de les àrees humides del continent europeu, que iniciava els seus passos en 1965 amb un catàleg dels llocs de major valor sobre això; que recomanava al Govern el seu manteniment i protecció.
Tanmateix, i desatenent els especialistes, des de 1967, les obres de canalització dels rius adquiriren un ritme accelerat, i als marjals del Guadiana començaren a repercutir greument els descensos del nivell de les aigües. L'alarma que produí aquest fet van motivar un actiu moviment en el qual van participar científics diversos de tota classe, i del qual es va fer ressò l'Estat a través de seu Institut Nacional per a la Conservació de la Naturalesa (ICONA). La polèmica oberta va saltar al gran públic i va tenir un ressonant reflex en la premsa espanyola.
Després d'ordenar el Govern la suspensió de les obres de dessecació, es creà una Comissió Interministerial per tal d'intervenir en el conflicte plantejat i dictaminar una solució satisfactòria, i el febrer de 1973, assolien un compromís final, detenint-se definitivament els treballs de dessecació, anunciant la creació del Parc Nacional de Las Tablas de Daimiel, en els límits d'una àrea de 1.820 Ha. Posteriorment, l'any 1980, el Parc va ser ampliat per la part sud fins a la seva extensió actual de 1.928 Ha.

## Patrimoni biològic

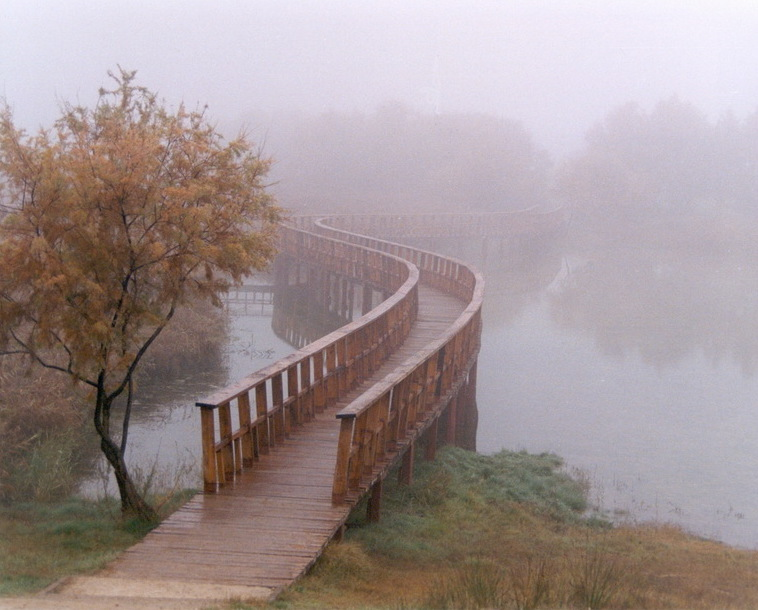
Boira a les Tablas.

Les Tablas és un ecosistema denominat tablas fluviales que es formaven pels desbordaments dels rius en els seus trams mitjans, afavorits per fenòmens de semiendorreisme i per l'escassetat de pendents.
El parc compta amb uns aiguamolls formats a partir de la confluència del riu Guadiana i el seu afluent Gigüela i és un dels ecosistemes aquàtics més importants d'Espanya a causa de la fauna i flora que habiten en ella. També és important pel gran nombre d'aus migratòries que passen per la zona com els ànecs i les oques.
Les Tablas de Daimiel i Villarrubia estan formades per les aigües de dos rius de diferent naturalesa, la qual cosa les converteix en un ecosistema privilegiat: l'aigua del riu Gigüela que procedeix dels erms de Cabrejas a la muntanya de Conca aporta aigües salabroses, mentre que el riu Guadiana aporta aigües dolces que sorgeixen de seus “ulls” aproximadament a uns quinze quilòmetres al nord del parc nacional, en el terme municipal de Villarrubia de los Ojos.

### Flora

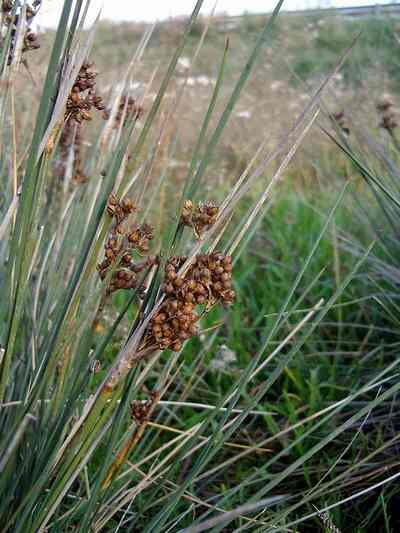
Joncs (Juncus acutus).

L'aigua dolça del Guadiana afavoreix el creixement de marjals de canyís (Phragmites australis, Phragmites communis mentre que l'aigua salabrosa del Cigüela afavoreix el creixement de la vegetació palustre, principalment la “masiega” (Cladium mariscus). La vegetació predominant és la palustre. El masiegal abunda extraordinàriament, i és el més extens dels que encara subsisteixen a Europa Occidental.
En les àrees menys profundes hi ha amplis grups de bogues (gènere typha), Scirpus lacustris, Scirpus maritimus i joncs (gènere Juncus).
Una de les formacions més característica del Parc Nacional són les prades de caròfits, constituïdes per diferents espècies del gènere Chara (Chara hispida, Chara major, Chara canescens conegudes localment amb el nom de ovas, i que poden formar un tapís gairebé continu en els fons inundats. Esporàdicament, a les vores d'alguna de les seves illes, creixen els tamarius (Tamarix gallica) única espècie arbòria del parc nacional.

### Fauna
En la fauna migradora destaca l'agró roig (Ardea purpurea), el bernat pescaire (Ardea cinerea) junt amb el martinet blanc (Egretta garzetta), Martinet de nit (Nycticorax nycticorax), el bitó comú (Botaurus stellaris), el xibec (Netta rufina), l'ànec cullerot Anas clypeata, els ànecs xiuladors (Anas penelope, Anas acuta), l'ànec cuallarg (Anas crecca), el falcó mostatxut (Falco subbuteo), el zampullín chico (Podiceps auritus), el cabussó collnegre (Podiceps nigricollis), el camallarga (Himantopus himantopus), el buitrón (Cisticola juncidis), la mallerenga de bigotis (Panurus biarmicus), etc.

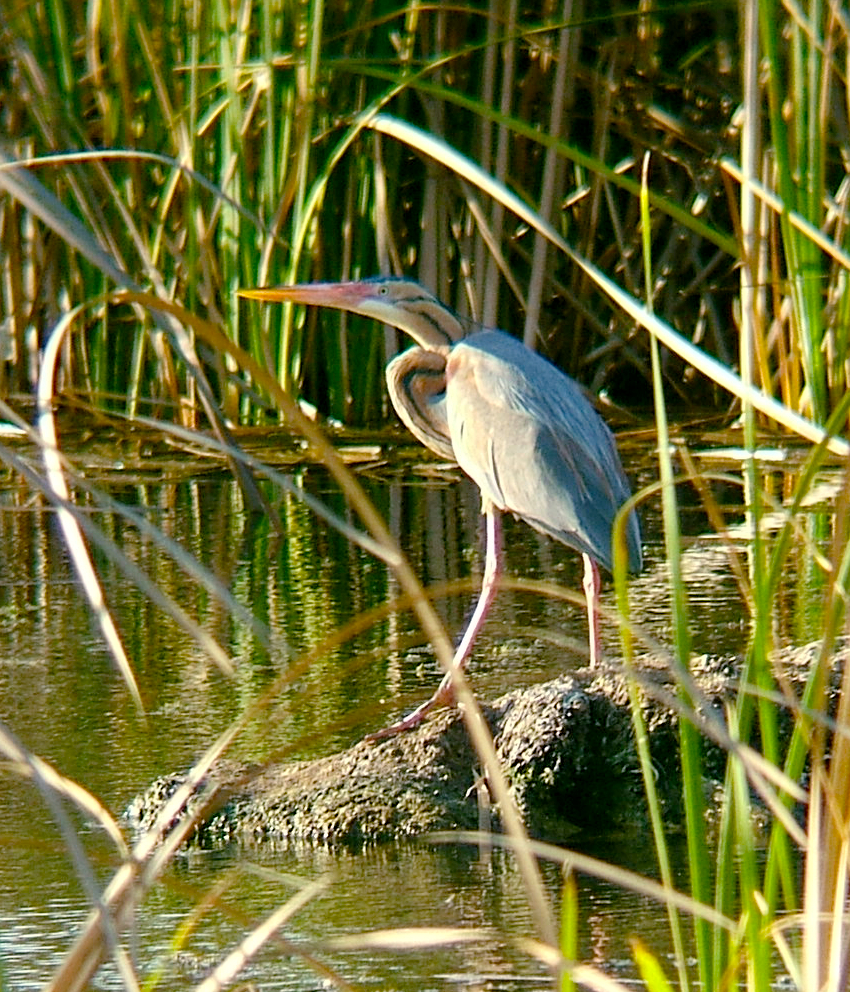
L'Agró roig (Ardea purpurea).

En la fauna sedentària es pot citar al cranc de riu ibèric (Austropotamobius pallipes), antany molt abundant i important font d'ingressos per a les famílies de Daimiel, avui gairebé extingit per aquestes aigües. Després de la introducció del gran predador que és el lluç de riu ((Esox lucius) s'ha posat en perill a les espècies autòctones tals com el barb (Barbus barbus), la carpa (Cyprinus carpio) i el cachuelo (Squalius cephalus) que es troben també amenaçats d'extinció.
A la primavera i l'estiu hi sol haver amfibis i rèptils com la reineta arbòria (Hyla arborea), la rana común (Rana ridibunda) el gripau comú (Bufo bufo), la salamandra comuna (Salamandra salamandra), la serp de collaret (Natrix natrix) i la colobra escurçonera (Natrix maura).
Dels mamífers es pot destacar el turó comú (Mustela putorius), la guilla (Vulpes vulpes], la llúdriga (Lutra lutra), la rata d'aigua (Arvicola sapidus), així com els que viuen en les proximitats: conill de bosc (Oryctolagus cuniculus), llebres (Lepus capensis), mosteles (Mustela nivalis) o senglars (Sus scrofa).
Mereixen menció igualment l'arpellot de marjal (Circus aeruginosus), la focha comuna (Fulica atra), la polla d'aigua Gallinula chloropus, l'ànec collverd (Anas platyrhynchos), l'ànec griset (Anas strepera), el blauet (Alcedo atthis), el porró bru Aythya nyroca i el morell de plomall (Aythya fuligula).

## Sobreexplotació dels recursos hídrics
El Ministeri de Medi Ambient reconegué l'existència d'una degradació de l'entorn a causa d'una sobreexplotació dels recursos hídrics (de fet, es van transformar cent mil hectàrees de secà en regadiu en les últimes dècades), el que "va anar provocant un desembassament important de l'aqüífer 23 que es va traduir en un descens progressiu del nivell freàtic, la principal conseqüència del qual va ser l'anul·lació de les descàrregues naturals que es produïen als Ulls del Guadiana i a Las Tablas de Daimiel i Villarrubia."
De la mateixa forma, l'alcalde de Daimiel (José Díaz del Campo) admet que “entre tots l'hem delmat”. De les 1750 hectàrees considerades com a inundables, l'aigua va cobrir en els anys 2006, 2007 i 2009: 35, 26 i 15 hectàrees respectivament (abans de transvasaments).
Però existeixen evidències que l'equilibri ecològic de la zona s'ha trencat: la dificultat per trobar un equilibri que ajudi a mantenir aquest espai natural ha obligat a les diferents Administracions a posar en marxa mesurades per evitar aquesta degradació, com per exemple transvasaments d'aigua des del Tajo a través del Cigüela. De fet, en els anys 1997 i 2009 el Govern es va veure obligat a autoritzar un transvasament davant de l'amenaça que les Tablas s'assequessin completament.
Aquesta situació extrema ha estat advertida per diverses organitzacions ecologistes, que alerten del perill de perdre la figura de protecció de Reserva de la Biosfera. El Consell Científic de la UNESCO va debatre el 13 de juny de 2008 un informe, prèviament elaborat, que recomanava retirar cautelarment la denominació, fins a 2015. La decisió va ser donar al govern d'Espanya i a la Junta de Castella-la Manxa tres anys de termini per a la recuperació del parc, període després del qual es plantejarà de nou la possibilitat de retirar la qualificació (cosa que no ocorreria en tot cas fins a 2015).
La posició dels ecologistes respecte del transvasament i les obres aprovades el novembre de 2009 (amb una inversió de 18 milions d'euros) és matisada: per exemple, des de Fons Mundial per la Natura diuen que "estaríem disposats a aprovar aquest transvasament però només si es garanteix que serà una mica extraordinàriament, de manera puntual i tècnicament ben estudiat" perquè el dèficit hídric de Las Tablas s'ha de solucionar a llarg termini, amb polítiques sostenibles i una política agrària que deixi de fomentar el regadiu.
Finalment, la Comissió Europea obrí un expedient d'ofici a Espanya el 22 d'octubre de 2009 davant de la situació de degradació del parc.

### Incendis soterrats

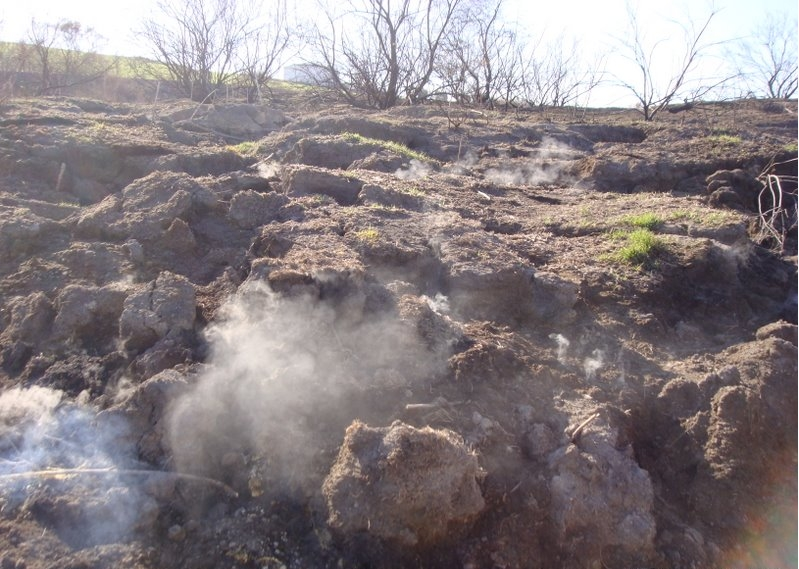
Incendi subterrani de la torba (novembre de 2009).

Com a conseqüència de la sobreexplotació dels recursos hídrics, Daimiel va començar a assecar-se. La torba acumulada per l'activitat dels canyissars que abans restava inundada, s'assecà i s'encengué per autoignició o per la propagació d'incendis forestals propers, com va ocórrer en 1988) i més recentment el 2009. En assecar-se la torba, també s'encongí i clivellà el terreny, engrandit així els canals en l'interior de la torba. Aquests canals permeten el moviment d'aire cap al subsòl i l'escapada de fums d'un incendi de combustió latent a l'interior de la torbera.
L'incendi soterrat de 2009 es va detectar el 26 d'agost. El novembre d'aquell any, la situació era molt greu L'esdeveniment ha portat a les autoritats a transportar dues grans canonades que inundin el terra del parc, però semblen més que insuficients. També s'aixafa la torba amb grans pales per tancar les esquerdes i evitar així que continuï cremant-se. Els encarregats del parc afirmaren que un incendi soterrat és molt difícil de controlar. Fins a desembre-gener l'incendi va romandre actiu i van poder veure's fumaroles sortir del terra (especialment en els dies de fred per la condensació de l'aigua producte de la combustió).
Tanmateix, i malgrat la sobreexplotació a què estan sotmesos els aqüífers, el govern va decidir el 29 d'octubre de 2009 emprar els drets d'extracció de pous de les finques de la seva propietat amb l'objectiu de controlar el foc.
Després de les abundants pluges de l'hivern 2009-10, el Parc es va tornar a inundar (1.232 ha. a finals de gener), tanmateix diverses organitzacions ecologistes van advertir que la recuperació del parc encara queda lluny i passa per la recuperació dels aqüífers.

## Altres figures de protecció
- Reserva de la Biosfera (1981).
- Zona humida d'Importància Internacional pel Conveni De Ramsar (1982).
- Zona d'especial protecció per a les aus, ZEPA (1988).
- Lloc d'Importància Comunitària (LIC).

## Filmografia
- Félix Rodríguez de la Fuente i el seu equip van realitzar dos episodis dedicats a les Tablas (39 i 40) en la sèrie “El Hombre y la Tierra” (1975 - 1978).